# Szkoła Seraficka
Szkoła Seraficka – seria wydawnicza (ISSN 1898-7842), w ramach której ukazują się materiały z sympozjów organizowanych przez afiliowane do Uniwersytetu Papieskiego Jana Pawła II Wyższe Seminarium Duchowne OO. Franciszkanów w Katowicach.
Skupione wokół Seminarium św. Bonawentury w Katowicach środowisko naukowe wydawało najpierw serię Studia Franciszkańskie. Po wyodrębnieniu się z franciszkańskiej Prowincji Wniebowzięcia NMP w Katowicach nowej jednostki administracyjnej, jaką jest Prowinjca św. Franciszka w Poznaniu, siedziba redakcji Studiów Franciszkańkich została przeniesiona do Poznania. Prowincja katowicka rozpoczęła wydawanie nowej serii w 2008 (wydawcą serii jest Prowincja Wniebowzięcia Najświętszej Maryi Panny Zakonu Braci Mniejszych w Katowicach).
W serii ukazały się do tej pory:
- Szkoła Seraficka nr 1, Antoni Barciak, Witosław J. Sztyk OFM (pod red.), 150 lat historii Prowincji Wniebowzięcia NMP Zakonu Braci Mniejszych w Polsce, Katowice Panewniki 2008.
- Szkoła Seraficka nr 2, Sebastian Jasiński OFM, Witosław J. Sztyk OFM (pod red.), Mistrz i uczeń w tradycji biblijnej: autorytet mistrza, Katowice Panewniki 2008.
- Szkoła Seraficka nr 3, Witosław J. Sztyk OFM (pod red.), Chrześcijaństwo pośród religii: pluralizm czy nadrzędność?, Katowice Panewniki 2009.
- Szkoła Seraficka nr 4, Witosław J. Sztyk OFM (pod red.), Elementy formacji franciszkańskiej, Katowice Panewniki 2009.
- Szkoła Seraficka nr 5, Bronisław W. Zubert OFM, Witosław J. Sztyk OFM (pod red.), Munus sanctificandi: gaudium vel onus? Zadanie uświęcania: radość czy ciężar?, Katowice Panewniki 2009.
- Szkoła Seraficka nr 6, Antoni Barciak, Witosław J. Sztyk OFM (pod red.), 750-lecie przybycia Braci Mniejszych do Bytomia, Katowice Panewniki 2010.
- Szkoła Seraficka nr 7, Mieczysław C. Paczkowski OFM, Witosław J. Sztyk OFM (pod red.), Święty Paweł Apostoł w ujęciu wybranych Ojców Kościoła, Katowice Panewniki 2010.
- Szkoła Seraficka nr 8, Leszek Szewczyk, Witosław J. Sztyk OFM (pod red.), Kapłan w posłudze słowa Bożego, Katowice Panewniki 2010.
- Szkoła Seraficka nr 9, Mariola T. Kozubek, Tadeusz Czakański, Witosław J. Sztyk OFM (pod red.), Chrześcijanie i muzułmanie razem w przezwyciężaniu ubóstwa, Katowice Panewniki 2010.
- Szkoła Seraficka nr 11,Mariola T. Kozubek, Tadeusz Czakański, Witosław J. Sztyk OFM (pod red.), "Chrześcijanie i muzułmanie razem dla pokoju" (Christians and Muslims together for peace), Katowice Panewniki 2012.